# Josef Hoene-Wronski
Josef Maria Hoene-Wroński (Wolsztyn, 23 agosto 1776 – Neuilly-sur-Seine, 9 agosto 1853) è stato un filosofo messianista polacco che ha lavorato in molti campi della conoscenza, non solo come filosofo, ma anche come matematico, fisico, inventore, avvocato, economista.

## Biografia
Josef Hoene-Wroński nacque nel 1776 a Wolsztyn, una città della Polonia occidentale da una famiglia di origine ceca. Nel 1794 prestò servizio nella rivolta di Kościuszko come luogotenente di artiglieria, dove fu preso prigioniero e costretto a rimanere nell'esercito russo fino al 1797. Dopo aver lasciato l'esercito con il grado di tenente colonnello nel 1798, studiò in Germania fino al 1800, anno in cui si arruolò nella Legione polacca a Marsiglia. Lì iniziò anche la sua attività scientifica e accademica e concepì l'idea di un grande sistema filosofico. Dieci anni più tardi si trasferì a Parigi e lì visse fino alla morte, lavorando senza sosta fino all'ultimo giorno nelle più precarie condizioni.
Scrisse esclusivamente in francese, desideroso che le sue idee, che egli riteneva immortali, fossero accessibili a tutti; era solito dire di lavorare "attraverso la Francia per la Polonia". Nel corso della vita pubblicò più di un centinaio di opere, e molte altre le lasciò manoscritte. Quando fu sul punto di morte, a settantacinque anni, esclamò: "Dio onnipotente, c'è ancora molto altro che volevo dire!" 
Hoene-Wroński ha apportato grandi contributi in moltissimi campi del sapere: la completa riforma della filosofia e della matematica, l'astronomia, la tecnologia. Ha elaborato non solo un sistema filosofico, ma anche soluzioni per la politica, storia, economia, diritto, psicologia, musica, pedagogia. 
Nel 1803 Wroński iniziò a collaborare con l'Osservatorio astronomico di Marsiglia, e in quegli anni sviluppò una complessa teoria della struttura e dell'origine del cosmo. Durante questo periodo, iniziò una intensa corrispondenza con quasi tutti i maggiori scienziati e matematici del suo tempo, e godeva di grande rispetto come membro dell'osservatorio. Nel 1810 pubblicò i risultati delle sue ricerche in un massiccio volume, che considerava come una nuova fondazione della scienza e della matematica per tutti. Le sue affermazioni incontrarono sostanzialmente una scarsa accettazione, e le sue ricerche e teorie sono state generalmente respinte e disprezzate. Le sue corrispondenze con le principali personalità dell'epoca fecero guadagnare ai suoi scritti più prestigio rispetto alle tipiche pseudoscienze; ma le seguenti controversie lo costrinsero a lasciare l'osservatorio. Immediatamente volse la sua attenzione verso l'applicazione della filosofia alla matematica. Nel 1812 pubblicò un documento per dimostrare che ogni equazione ha una soluzione algebrica, in contraddizione con i risultati che erano stati appena pubblicati da Paolo Ruffini; tuttavia l'idea di Ruffini si rivelò corretta. 
Successivamente si rivolse alle attività più disparate, con risultati spesso deludenti. Nel 1819 si recò in Inghilterra per cercare di ottenere una sovvenzione per costruire un dispositivo per determinare la longitudine in mare, ma il suo progetto, che si basava più su speculazioni filosofiche che non su criteri scientifici, non fu approvato. Rimase per diversi anni in Inghilterra, pubblicando a Londra nel 1821 un testo introduttivo sulla matematica, che migliorò la sua situazione finanziaria. 
Nel 1822, tornato in Francia, proseguì gli studi di matematica in condizioni di povertà e disprezzato dalla società. Trascorse gli anni successivi lavorando su diversi futili progetti, compreso il tentativo di costruire una macchina per produrre un moto perpetuo, la quadratura del cerchio, e la costruzione di una macchina per predire il futuro (che ribattezzò "prognometre") . Nel 1852, poco prima della sua morte, Wroński ricevette alcuni riconoscimenti dall'occultista Eliphas Lévi, che rimase molto impressionato dal suo lavoro. 
Wroński morì nel 1853 a Neuilly-sur-Seine, alla periferia di Parigi.

## Eredità
Anche se durante la sua vita quasi tutto il suo lavoro fu respinto in quanto considerato assurdo, una parte di esso è stata riscoperta negli anni successivi per essere vista sotto una luce più favorevole. Sebbene quasi tutte le sue affermazioni siano state di fatto infondate, il suo lavoro matematico contiene lampi di intuizione profonda e molti importanti risultati. Significativo è stato il suo lavoro sulle serie; ha fortemente criticato l'uso delle serie infinite di Lagrange, introducendo una nuova espansione in serie per le funzioni. Inoltre i coefficienti nelle nuove serie di Wroński, che si rivelarono importanti solo dopo la sua morte, formano i determinanti conosciuti oggi come Wronskiani (il nome fu coniato da Thomas Muir nel 1882).
Il livello raggiunto nei risultati scientifici e accademici, e l'ampiezza dei suoi interessi, fanno di Wroński uno dei più grandi metafisici europei dell'inizio dell'800. È stato uno dei più originali filosofi polacchi, anche se altri hanno goduto di maggior prestigio.

## Opere
Libri
- Introduction à la philosophie des mathématiques, et technie de l'algorithmie (1811)
- Prodrome du Messianisme; Révélation des destinées de l'humanité (1831)
- Réflexions philosophiques sur un miroir parabolique (1832)
- Resolution of equation polynomials of tous les degries (in anglishe) (1833)